# Džiš
Džiš nebo Guš Chalav (hebrejsky גִ'שׁ nebo גּוּשׁ חָלָב, doslova „Blok mléka“, arabsky الجش, v oficiálním přepisu do angličtiny Jish (Gush Halav), přepisováno též Jish) je místní rada (malé město) v Izraeli, v Severním distriktu, které obývají izraelští Arabové.

## Geografie

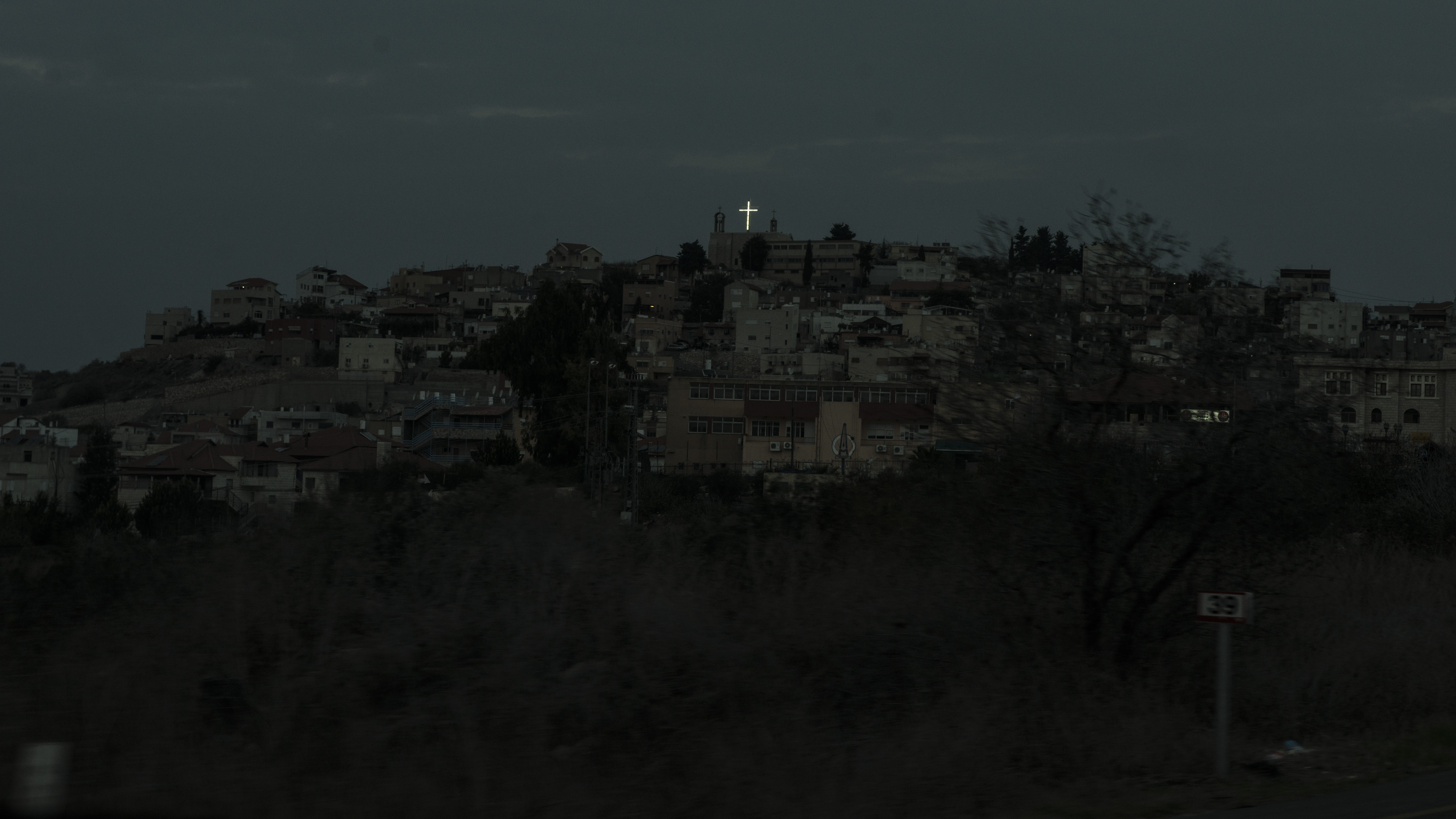
Celkový pohled na Džiš.

Leží v nadmořské výšce 778 metrů v hornách Horní Galileji cca 5 kilometrů od hranic Libanonu. Džiš se nachází cca 122 kilometrů severovýchodně od centra Tel Avivu a cca 48 kilometrů severovýchodně od centra Haify. Je situován nedaleko severních úbočí masivu Har Meron. Nedaleko obce se rozkládají prameniště toku Nachal Dišon. Pramení zde rozvněž krátký tok Nachal Guš Chalav, který pak ústí do Nachal Dišon. Jihovýchodně od obce bylo zřízeno umělé jezero Ma'agar Dalton, které zachytává vodu ze zdejších pramenišť a ze zimních srážek a poskytuje ji pro zemědělské účely.
Džiš je situován v středně hustě osídlené hornaté krajině, přičemž osídlení v tomto regionu je etnicky smíšené. Vlastní Džiš je obýván izraelskými Araby. V okolí převládají židovské vesnice. Na východě začíná údolí horního toku řeky Jordán s demografickou převahou Židů. Město je na dopravní síť napojeno pomocí dálnice číslo 89.

## Dějiny
Džiš navazuje na starověké židovské město Guš Chalav (גוש-חלב) připomínané v Mišně a Talmudu. Šlo o významný a v závěrečné fázi i poslední opěrný bod židovských povstalců v době První židovské války v 1. století křesťanského letopočtu. Pocházel odtud i jeden z hlavních vojenských vůdců povstání Jan z Giskaly neboli Jochanán me-Guš Chalav (יוחנן מגוש חלב). O městu se zmiňuje ve svém dějepisném díle i Flavius Iosephus. V letech 1994 zde byly prováděny archeologické vykopávky. Při toku Nachal Guš Chalav východně od města se dochovaly ruiny dvou starověkých synagog. V 16. století vesnici osídlili Drúzové, ale později ji opustili a byli vystřídání arabskými muslimy a křesťany. Po celý středověk ale lokalita zůstávala poutním místem pro Židy.
Ještě v 18. století zde byla i židovská komunita. Během pozdějšího vzniku nového jišuvu od konce 19. století už zde židovské osídlení nevzniklo. Vesnice byla jako celá oblast severní Galileje dobyta izraelskou armádou v rámci Operace Chiram během války za nezávislost v říjnu 1948. Izraelská armáda sem vstoupila 29. října 1948. Během této války byl Džiš jedním z opěrných bodů dobrovolnické arabské armády Fauzí al-Kaukdžího. Obec byla po roce 1948 zčásti nově osídlena arabskými vesničany, kteří byli vystěhováni z nedaleké obce Kafr Bir'im. V Džiš se nacházejí mešity i křesťanské kostely.
Džiš byla v roce 1963 povýšena na místní radu (malé město).
Během druhé libanonské války v roce 2006 byla obec zasažena raketami vypálenými z Libanonu. Obyvatelé pak peticemi u Nejvyššího soudu Státu Izrael dosáhli, že v roce 2007 bylo město zařazeno mezi prioritní sídla, kde vláda garantuje v případě válečného poškození plnou kompenzaci škod.

## Demografie
Džiš je etnicky zcela arabské město. Podle údajů z roku 2005 tvořili arabsky mluvící muslimové 35,8 % obyvatelstva. Arabští křesťané tvořili 64 % populace. Jde o menší sídlo spíše vesnického typu. K 31. prosinci 2014 zde žilo 3015 lidí. Během roku 2014 populace stoupla o 0,8 %.
| Rok            | 1922 | 1945  | 1948 | 1949  | 1961  | 2002  | 2003  | 2004  | 2005  | 2006  | 2007  | 2008  | 2009  | 2010  | 2011  | 2012  | 2013  | 2014  |
| -------------- | ---- | ----- | ---- | ----- | ----- | ----- | ----- | ----- | ----- | ----- | ----- | ----- | ----- | ----- | ----- | ----- | ----- | ----- |
| Počet obyvatel | 731  | 1 090 | 657  | 1 304 | 1 550 | 2 560 | 2 593 | 2 609 | 2 633 | 2 671 | 2 700 | 2 742 | 2 899 | 2 954 | 2 954 | 2 959 | 2 992 | 3 015 |